# جورج آرتور میلر
جورج آرتور میلر (انگلیسی: George Arthur Miller; ۶ دسامبر ۱۸۶۷ – ۲۱ فوریهٔ ۱۹۳۵) چوگان‌باز اهل بریتانیا بود.